# Rico Dalasam

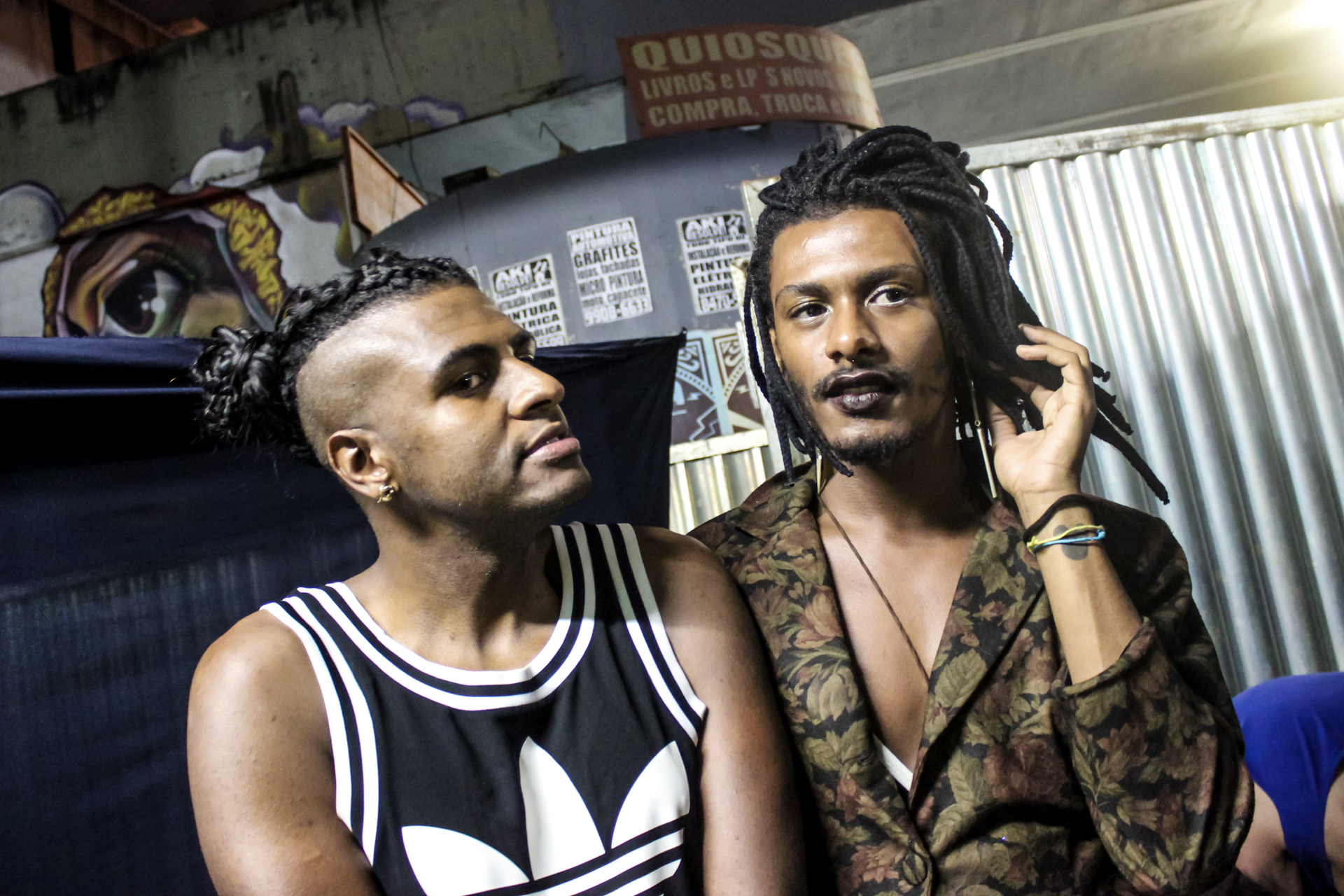
Rico Dalasam (Links) mit dem brasilianischen Sänger Liniker

Jefferson Ricardo da Silva, besser bekannt als Rico Dalasam, (geboren 1989 in Taboão da Serra, São Paulo, Brasilien) ist ein brasilianischer Sänger, Rapper und Produzent.

## Leben
Dalasam ist homosexuell und versteht sich als einziger offen homosexueller Rapper der brasilianischen Musikszene. Dabei sieht er sich selbst als Vertreter des „Queer Rap“. In seinen Songs beschäftigt er sich unter anderem auch mit der gesellschaftlichen Haltung gegenüber sexuellen Minderheiten und tritt mit diesen auch regelmäßig auf brasilianischen Prides auf.
Bereits mit zwölf Jahren begann Dalasam erste Verse zu schreiben und mit 16 Jahren an Rap-Wettkämpfen teilzunehmen. Dalasam möchte sich dabei mit seiner Musik bewusst von der eher kommerziellen Popmusik abheben und auch Dinge abseits von Freude, Freundschaft und anderen positiven Dingen behandeln.
Der Name Dalasam ist ein Akronym für „Disponho Armas Libertárias a Sonhos Antes Mutilados“ (dt. ungefähr: Ich stelle befreiende Waffen an zuvor versehrten Träumen auf.)

## Diskografie
Studioalben
| Titel        | Details                                         |
| ------------ | ----------------------------------------------- |
| Modo Diverso | - Veröffentlichung: 2014 - Format: Download, CD |
| Orgunga      | - Veröffentlichung: 2016 - Format: Download, CD |

Singles
| Titel                | Jahr | Album        |
| -------------------- | ---- | ------------ |
| Aceita-C             | 2014 | Modo Diverso |
| Riquíssima           | 2015 | Modo Diverso |
| Paz, Coroas e Tronos | 2015 |              |
| Riquíssima (Remix)   | 2016 | Orgunga      |
| Dalasam              | 2016 | Orgunga      |
| Procure              | 2016 |              |